# Les Play-Boys
Pour le groupe de rock, voir Les Playboys.
Singles de Jacques Dutronc
Et Moi, Et Moi, Et Moi
(1966) Les Cactus
(1967)
Les Play-Boys est le deuxième EP du chanteur français Jacques Dutronc, sorti en octobre 1966 sur le label Vogue.
La chanson s'est écoulée à plus de 250 000 exemplaires en France.

## Titres

### Face A
| No | Titre                       | Durée |
| -- | --------------------------- | ----- |
| 1. | Les Play-Boys               | 03:08 |
| 2. | Sur une nappe de restaurant | 02:15 |

### Face B
| No | Titre                                | Durée |
| -- | ------------------------------------ | ----- |
| 1. | On nous cache tout, on nous dit rien | 02:36 |
| 2. | La Fille du Père Noël                | 02:36 |

## Classements hebdomadaires
| Classement      | Meilleure position |
| --------------- | ------------------ |
| Allemagne       | 30                 |
| Espagne         | 19                 |
| Région flamande | 5                  |
| France (IFOP)   | 2                  |
| Turquie         | 13                 |
| Wallonie        | 1                  |

## Juke-box
- Les Play-Boys
- La Fille du Père Noël